# Dejan
Dejan (kyrillisch Дејан, Aussprache [deːjan]) ist ein männlicher Vorname bei Serben, Mazedoniern, Slowenen und Kroaten. Die bulgarische Variante ist Dijan.

## Herkunft und Bedeutung
Er geht möglicherweise auf den slawischen Verbalstamm „dej-“ zurück, der die Bedeutung tun, machen, arbeiten hat.

## Bekannte Namensträger
- Dejan Bodiroga (* 1973), serbischer Basketballspieler
- Dejan Bućin (* 1985), deutscher Schauspieler
- Dejan Dragaš († um 1365), serbischer Woiwode und Despot
- Dejan Dukovski (* 1969), mazedonischer Theater- und Drehbuchautor
- Dejan Enew (* 1960), bulgarischer Schriftsteller
- Dejan Galjen (* 2002), deutscher Fußballspieler
- Dejan Grabič (* 1980), slowenischer Fußballspieler
- Dejan Ilic (* 1957), deutscher Naturwissenschaftler und Manager
- Dejan Kelhar (* 1984), slowenischer Fußballspieler
- Dejan Košir (* 1973), slowenischer Snowboarder
- Dejan Kulusevski (* 2000), schwedischer Fußballspieler
- Dejan Lazić (* 1977), kroatischer Pianist und Komponist
- Dejan Ljubičić (* 1997), österreichischer Fußballspieler
- Dejan Lovren (* 1989), kroatischer Fußballspieler
- Dijan Mintschew (* 1983), bulgarischer Gewichtheber
- Dijan Petkow (* 1967), bulgarischer Fußballspieler und -trainer
- Dejan Perić (* 1970), serbischer Handballspieler
- Dejan Raičković (* 1967), montegrinischer Fußballspieler und -trainer
- Dejan Savićević (* 1966), jugoslawischer bzw. montenegrinischer Fußballspieler und -trainer
- Dejan Šorak (* 1954), jugoslawischer bzw. kroatischer Filmregisseur und Drehbuchautor
- Dejan Sorgić (* 1989), serbischer Fußballspieler
- Dejan Stanković (Fußballspieler, 1957) (* 1957), österreichischer Fußballspieler und -trainer
- Dejan Stanković (Fußballspieler, 1978) (* 1978), serbischer Fußballspieler
- Dejan Stefanović (* 1974), serbischer Fußballspieler
- Dejan Tomašević (* 1973), serbischer Basketballspieler
- Dejan Zavec (* 1976), slowenischer Profiboxer
- Dejan Zukić (* 2001), serbischer Fußballspieler

## Familienname
- Harold Dejan (1909–2002), US-amerikanischer Jazzmusiker

## Künstlername
- Dejan (Sänger) ist ein bosnischer Sänger beim Eurovision Song Contest 1994.